# Noccaea eburneosa
Noccaea eburneosa är en korsblommig växtart som beskrevs av Friedrich Karl Meyer. Noccaea eburneosa ingår i släktet backskärvfrön, och familjen korsblommiga växter. Inga underarter finns listade i Catalogue of Life.